# All Eyez on Me (Monica-album)
Az All Eyez on Me című album Monica amerikai énekesnő harmadik albuma. Az első kislemez, az All Eyez on Me mérsékelt sikere és az album dalainak az internetre történt kiszivárgása miatt végül az album nemzetközi megjelentetésére nem került sor, csak Japánban adta ki a J Records 2002. október 2-án. Dalainak nagy része felkerült Monica következő albumára, az After the Stormra.

## Felvételek
2000-2001-ben Monica számos magánéleti válsággal küzdött: barátja, Jarvis „Knot” Weems öngyilkos lett, volt vőlegényéhez, Corey „C-Murder” Millerhez viszontagságos kapcsolat fűzte, és kisebb szívproblémája is kezelést igényelt. Végül 2001 őszén kezdett dolgozni harmadik albumán. Régi mentorát, Dallas Austint Clive Davis váltotta fel, aki magával vitte az énekesnőt korábbi lemezcégétől, az Arista Recordstól új vállalkozásához, a J Recordshoz. Az album executive producere Jermaine Dupri lett, aki már korábban is dolgozott Monicával.
Monica nagyrészt korábbi producereivel dolgozott, köztük Dallas Austinnal, a Soulshock & Karlin duóval, Bryan Michael Coxszal és Rodney Jerkinsszel. Ők bátorították, hogy próbálkozzon meg dalszövegírással, amivel addig nem nagyon foglalkozott. Végül kilenc dal szerzésében működött közre, a szövegekhez saját élményeiből merített. Az albumot komoly témájúnak nevezte, és úy vélte, ezzel nőtt fel, és ezzel akarja megszilárdítani azt a rajongóbázist, akikre a következő tíz évben számíthat.
Az album címeként felmerült az I’m Back és a Monica is, de végül az első kislemez, az All Eyez on Me címét kapta.
Több dal korábbi dalokból használ fel részleteket: az I’m Back Herb Alpert Rise című számából (1979), az All Eyez on Me Michael Jackson P.Y.T. (Pretty Young Thing)jéből (1983), az I Wrote This Song Shuggie Otis Aht Uh Mi Hedjéből (1970), a U Deserve Tupac Shakur Hail Maryjéből (1997), az If U Were the Girl pedig C-Murder Down 4 My Niggas című számából (1998).
Két olyan dal is rákerült, melyeket Monica korábban filmzenealbumokhoz készített: a Just Another Girlt a Down to Earth, a What My Heart Sayset a Love Song című filmhez.

## Fogadtatása
Az album Európáan és Japánban megjelent, de a 2002. augusztus 20-ra kitűzött amerikai megjelenés előtt már több internetes fájlcserélőről le lehetett tölteni. Emiatt a megjelenés utáni pár napban visszahívták a piacról, és a kiadó megkérte Monicát, hogy új producerekkel dolgozza át az anyagot.
Az albumról csak két kislemez jelent meg: az All Eyez on Me, ami a Billboard Hot 100-on alig jutott feljebb a 70. helynél, és a Hot R&B/Hip-Hop Songs listán is csak a 24. helyig tudott elérni, valamint a Too Hood, ami csak korlátozott példányszámban, bakelitlemezen jelent meg, és a kiadó videóklip készítését sem finanszírozta. (A dal később felkerült az After the Storm egyes változataihoz járó bónuszlemezre.) Harmadik kislemezként tervezték az Ain’t Gonna Cry No More megjelentetését, erre azonban nem került sor, de ez a dal is felkerült a következő albumra.

## Számlista
Több dal (esetleg eltérő címmel) felkerült az After the Storm című, következő Monica-albumra is.
| #   | Cím                             | Szerzők                                                                                                | Hossz |
| --- | ------------------------------- | --- | ----- |
| 1.  | I’m Back                        | A. Armer, Monica Arnold, R. Alpert, Bryan Michael Cox, Harold Lilly                                    | 3:35  |
| 2.  | All Eyez on Me                  | M. Arnold, LaShawn Daniels, James Ingram, Quincy Jones                                                 | 4:00  |
| 3.  | U Should’ve Known               | M. Arnold, Jermaine Dupri, H. Lilly                                                                    | 4:43  |
| 4.  | Too Hood (feat. Jermaine Dupri) | M. Arnold, B. Cox, J. Dupri, H. Lilly                                                                  | 4:23  |
| 5.  | Wrote This Song                 | M. Arnold, Sharmora Crawford, Kenneth Karlin, Shuggie Otis, Carsten Shack, D. Sharpe                   | 4:§0  |
| 6.  | U Deserve (feat. Daron Jones)   | M. Arnold, R. Cooper, K. Cox, Y. Fula, H. Lilly, J. Paquette, Tupac Shakur, Bruce Washington, T. Wrice | 4:24  |
| 7.  | Breaks My Heart                 | C. Shack, K. Karlin, S. Crawford                                                                       | 4:07  |
| 8.  | Ain’t Gonna Cry No More         | M. Arnold, Fred Jerkins III, L. Daniels                                                                | 4:12  |
| 9.  | If U Were the Girl              | M. Arnold, Calvin Broadus, B. Cox, Jermaine Dupri, A. Johnson, C. Lawson, H. Lilly, C. Mille           | 3:51  |
| 10. | What Hurts the Most             | C. Shack, Peter Biker, S. Crawford                                                                     | 4:44  |
| 11. | Searchin’                       | M. Arnold, H. Lilly                                                                                    | 4:38  |
| 12. | Just Another Girl               | Damon Sharpe, Lindy Robbins, Carsten Lindberg, Joachim Svare                                           | 3:24  |
| 13. | What My Heart Says              | Diane Warren, M. Arnold                                                                                | 3:59  |

## Kislemezek
- All Eyez on Me (2002. szeptember 11.)
- Too Hood (2002. szeptember 23.)

## Helyezések
| Slágerlista (2002)      | Legfelső helyezés |
| ----------------------- | ----------------- |
| Svájci albumslágerlista | 88                |